# Michel Félix Dunal
Michel Félix Dunal ( 24 de octubre de 1789 Montpellier - 29 de julio de 1856 íd.) fue un botánico y micólogo francés. Fue profesor de botánica en Montpellier; y tuvo la cátedra de Historia Natural médica de 1816 a 1819.
Fue muy reconocido por su obra con el género Solanum, publicando un importante trabajo sobre él Solanorum generumque affinium Synopsis seu Solanorum Historiae, editionis secundae summarium ad characteres differentiales redactum, seriem naturalem, habitationes stationesque specierum breviter indicans. Montpellier, 1816.

## Otras publicaciones
- Histoire naturelle, médicale et économique des Solanum, et des genres qui ont été confondues avec eux. París ; Estrasburgo : Koenig ; Montpellier : Renaud, 1813
- Monographie de la famille des Anonacées. París : Treuttel & Würtz, 1817
- Solanaceae. 690 pp. En: Alphonse P. de Candolle (ed.): Prodromus systematis naturalis regni vegetabilis. París 1852

## Honores

### Eponimia
Género botánico
- Dunalia Kunth, 1818, de las solanáceas
- La abreviatura «Dunal» se emplea para indicar a Michel Félix Dunal como autoridad en la descripción y clasificación científica de los vegetales.[1]
- La abreviatura «Dun.» se emplea para indicar a Michel Félix Dunal como autoridad en la descripción y clasificación científica de los vegetales.[2]